# Ciclismo ai Giochi della XVIII Olimpiade - Chilometro a cronometro
La prova del chilometro a cronometro del ciclismo su pista dei Giochi della XVIII Olimpiade si è svolta il 16 ottobre 1964 al velodromo di Hachiōji, in Giappone.

## Classifica finale
| Pos.    | Atleta                 | Nazione           | Tempo   |
| ------- | ---------------------- | ----------------- | ------- |
| Oro     | Patrick Sercu          | Belgio            | 1'09"59 |
| Argento | Giovanni Pettenella    | Italia            | 1'10"09 |
| Bronzo  | Pierre Trentin         | Francia           | 1'10"42 |
| 4       | Pieter van der Touw    | Paesi Bassi       | 1'10"68 |
| 5       | Jiří Pecka             | Cecoslovacchia    | 1'10"70 |
| 6       | Lothar Claesges        | Germania          | 1'10"86 |
| 7       | Wacław Latocha         | Polonia           | 1'11"12 |
| 8       | Roger Gibbon           | Trinidad e Tobago | 1'11"19 |
| 9       | Viktor Logunov         | Unione Sovietica  | 1'11"36 |
| 10      | Katsuhiko Sato         | Giappone          | 1'11"68 |
| 11      | Jan Ingstrup-Mikkelsen | Danimarca         | 1'12"03 |
| 12      | Carlos Alberto Vázquez | Argentina         | 1'12"18 |
| 13      | José Mercado           | Messico           | 1'12"83 |
| 14      | Bill Kund              | Stati Uniti       | 1'12"89 |
| 15      | Stefan Kirev           | Bulgaria          | 1'13"06 |
| 16      | Dick Paris             | Australia         | 1'13"27 |
| 17      | Roger Whitfield        | Gran Bretagna     | 1'13"29 |
| 18      | Ferenc Habony          | Ungheria          | 1'14"48 |
| 19      | Eduardo Bustos         | Colombia          | 1'15"05 |
| 20      | Oscar Almada           | Uruguay           | 1'17"17 |
| 21      | Preeda Chullamondhol   | Thailandia        | 1'18"06 |
| 22      | Tan Thol               | Cambogia          | 1'18"20 |
| 23      | Muhammad Hafeez        | Pakistan          | 1'18"50 |
| 24      | Ng Joo Pong            | Malaysia          | 1'20"68 |
| 25      | Trần Văn Nen           | Vietman           | 1'21"58 |
| 26      | Dalbir Singh Gill      | India             | 1'21"62 |
| -       | Shue Ming-Shu          | Taiwan            | Rit.    |